# Dictyna mora
Dictyna mora är en spindelart som beskrevs av Chamberlin och Willis J. Gertsch 1958. Dictyna mora ingår i släktet Dictyna och familjen kardarspindlar. Inga underarter finns listade i Catalogue of Life.